# جورج السابع ملك جورجيا
جورج السابع (بالجورجية: გიორგი VII) (توفي عام 1405 أو 1407) من سلالة باغراتيوني، كان ملكًا (ميبي) لمملكة جورجيا من عام 1393 حتى وفاته في عام 1407 (أو من عام 1395 إلى عام 1405).